# 뇌
뇌(腦, 영어: Brain) 또는 골은 신경 세포가 하나의 큰 덩어리를 이루고 있으면서 동물의 중추 신경계를 관장하는 기관을 말한다. 뇌는 본능적인 생명활동에 있어서 중요한 역할을 담당하는데, 여러 기관의 거의 모든 정보가 일단 뇌에 모이고, 뇌에서 여러 기관으로 활동이나 조정 명령을 내린다. 또한 고등 척추동물의 뇌는 학습의 중추이다. 대부분의 척추동물, 특히 유두동물의 뇌는 머리에 위치하며 머리뼈로 보호된다.
뇌를 이루는 뉴런의 작동 원리에 대해서는 상당한 이해가 이루어지고 있는 반면, 수백만 개의 뉴런이 협동적으로 작동하는 방식에 대해서는 아직 알려진 것이 많지 않다. 현대 신경과학이 제안하는 여러 모델은 모두 뇌를 일종의 생물학적 컴퓨터로 취급한다. 뇌와 컴퓨터는 그 작동 기작이 다르지만, 주변 세계로부터 정보를 획득하여 저장하고 다양한 방식으로 처리한다는 점에서 유사하기 때문에 이러한 관점이 유용하다.
인간의 경우 성인의 뇌 무게는 약 1,400g~1,600g 정도이며 이는 1000억 개 정도의 뉴런을 포함한다. 가로 15cm, 너비 15cm, 깊이 20cm로 평균 1350cc 정도의 부피를 가진다.
뇌는 대부분의 움직임, 행동을 관장하고, 신체의 항상성을 유지한다. 즉 심장의 박동, 혈압, 혈액 내의 농도, 체온 등을 일정하게 유지시킨다. 뇌는 인지, 감정, 기억, 학습 등을 담당한다.

## 중추신경계

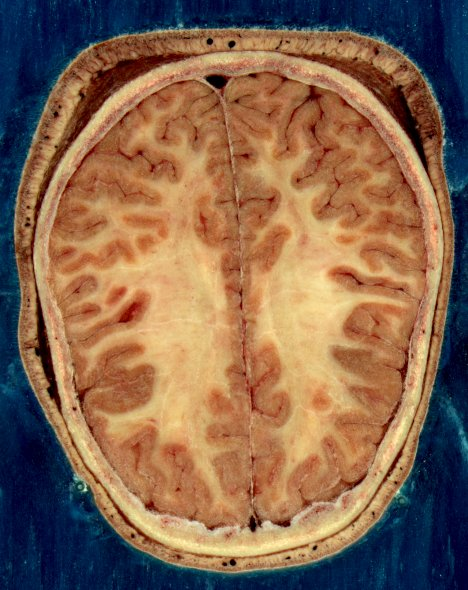
성인 남자의 뇌. 회백질과 백질이 보인다.

뇌와 척수는 연합 뉴런으로 이루어져 자극의 처리와 가공을 담당하므로 중추신경계로 분류한다. 뇌와 척수의 주체를 이루는 것은 신경 세포인데, 그 밖에도 신경 세포의 주변에서 보조, 지탱의 역할을 하는 신경교세포가 있다. 뇌에 혈관은 존재하지만 림프관은 없다.
대부분의 경우 신경 세포는 집단적으로 존재하며, 신경섬유는 다발을 지어 분포하기 때문에 신경세포와 신경섬유는 육안으로도 구별할 수 있는 경우가 많다. 신경 세포체가 모여 있는 부분은 회백질, 섬유가 많은 부분은 백질이라고 한다. 뇌에서는 회백질이 백질을 에워싸고 있는데, 척수에서는 백질이 회백질을 감싸고 있다.

## 진화
뉴런을 생성한 최초의 동물은 자포동물이지만, 자포동물은 뇌가 아닌 균일하게 퍼져 있는 산만 신경계를 가지고 있다. 원시적인 조절중추로서의 뇌는 편형동물에서 최초로 진화한 것으로 보인다. 운동성을 갖게 되며 두화가 일어나기 시작한 편형동물은 신경세포체를 2개의 신경삭의 형태로 나누어 신경세포체가 머리부분에 밀집되는 방향으로 진화하였다.
이후 환형동물에 이르러 신경삭으로부터 신경절이 체절마다 한 쌍씩 형성되어 각 체절을 담당하게 됨으로써 중추신경계가 더욱 발달하게 되었다. 특히 환형동물의 체절 신경계는 가로섬유와 세로섬유가 마치 사다리와같이 연결되어있어 사다리 신경계라고 불리는데 그 중 가장 앞에 존재하는 신경절이 가장 잘 발달되어 있어 뇌를 이룬다.
절지동물에서는 흉부에 체절군이 집중하여 흉부 신경절을 형성하여 제 2의 뇌 역할을 한다. 곤충과 같은 고등절지동물은 특정 기관과 기능이 연관됨에 따라 좀 더 복잡한 행동을 가능하게 되어 사회성을 형성한다.
문어의 경우 무척추동물 중에서 가장 정교한 두뇌를 보인다. 척삭동물에 이르러서는 신경섬유가 뇌 뿐만이 아니라 등쪽에 모여 하나의 척수라는 관상구조를 이루는데 척삭동물에서 뇌와 척수를 구분하기는 힘들다.
척추동물의 두뇌 진화는 대뇌를 포함한 전뇌의 부피증가가 특징적이다. 원시어류의 경우 척추 앞부분에 약간 부풀어오르는 돌기모양의 뇌를 갖는다. 그보다 조금 더 발달한 어류는 원시어류에 비해 약간 큰 1~2g 정도의 돌기를 갖게 되었다. 이 돌기가 고등 동물의 후뇌, 뇌간, 중뇌에 해당된다.
현대 어류에 이르러서는 뇌 면적의 대부분을 차지하는 큰 중뇌와 작은 전뇌를 가지게 되었다. 현대 양서류와 파충류는 어류와는 달리 발달된 전뇌와 작은 중뇌를 갖는다. 조류와 설치류의 경우 전뇌가 더 커졌지만 표면이 부드럽다. 반면에 인간의 대뇌는 깊은 홈과 접힌 주름이 있다. 또한 후뇌에서 동작의 조정이나 균형감각을 담당하는 소뇌의 발달도 두드러졌다. 석기 기술의 중요한 변화는 바로 뇌의 크기가 증대할 때마다 일어난 것으로 추측된다. 하지만 최초의 증대만큼 큰 폭의 증대는 없었다. 크기나 조직과 같은 뇌 구조의 중대한 변화가 약 250만 년 전에 일어났다는 것은 확실하다.

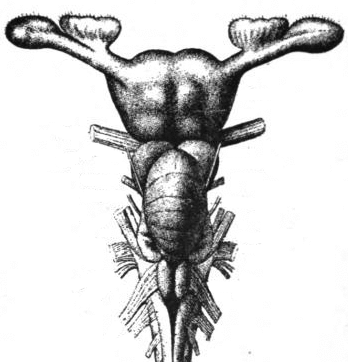
상어의 뇌 모식도
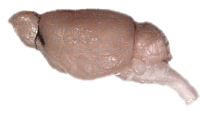
쥐의 뇌
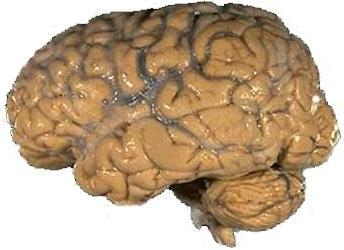
인간의 뇌

## 발생

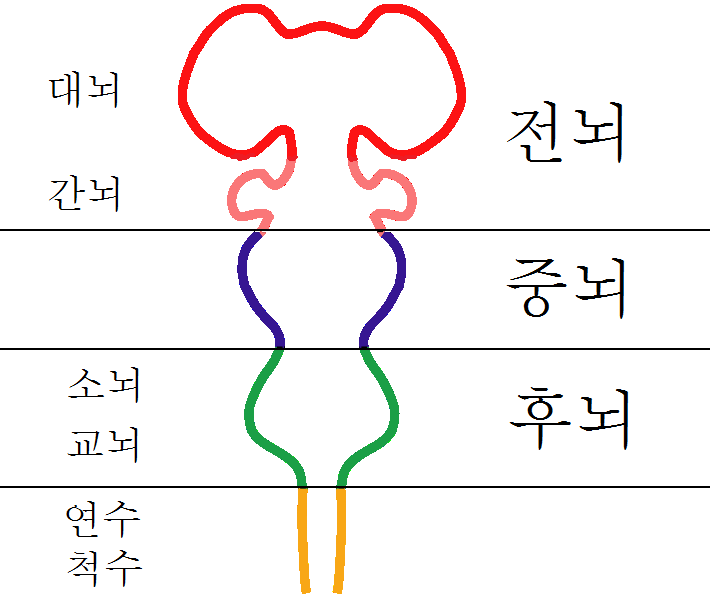
배아의 신경계 분화

발생 초기의 배아에서는 신경계가 될 세포들은 외배엽의 평평한 지역에 위치한다. 발생이 진행되면 외배엽 부분에 길다란 홈이 파이며, 이 홈을 따라 주위의 신경판 세포들은 배아의 속으로 빨려들어가며 서로 융합하여 신경관을 형성한다.
이 신경관의 내강은 속이 빈 채로 중추신경계의 중심 체강을 이루게 되고, 신경관을 둘러싸고있는 세포들은 뇌실막 상피세포로 분화하거나 미분화 신경줄기세포로 남아있게 된다. 신경관의 가장 바깥층 세포들은 중추신경계의 뉴런이나 신경교세포가 된다. 신경판의 양 가쪽에서 유래되는 신경능선 세포는 말초신경계의 체성신경계를 이루는 감각뉴런과 운동뉴런을 이루게 된다.
배아가 자랄수록 신경관 벽은 점차 두꺼워지는데, 특히 앞쪽 끝부분은 크게 부풀어오른다. 이 부분을 뇌관이라 한다. 뇌관의 발생에서는 뇌관 벽이 특히 등쪽이 현저하게 두꺼워지기 때문에 전체가 배쪽으로 구부러지며 앞뇌·중간뇌·마름뇌라는 세 군데가 명확하게 구별할 수 있을 정도로 불룩해진다.
이어서 앞뇌 양쪽이 크게 부풀어올라 대뇌 반구가 되며, 남은 원래의 부분이 사이뇌가 된다. 중간뇌는 그대로 중뇌가 된다. 마름뇌는 이윽고 앞뒤 두 부분으로 갈라져 앞부분의 배쪽이 다리뇌, 등쪽은 눈에 띄게 발달하여 소뇌가 되며, 뒷부분은 숨뇌가 된다. 나머지 신경관 부분에서는 주위의 벽이 거의 같이 발달하여 척수가 된다. 대뇌 반구와 소뇌를 제외한 나머지 부분은 뇌줄기로 발생한다.
인간 발생에서는 4주까지 신경관의 앞부분이 앞뇌와 중간뇌와 마름뇌로 나뉜다. 마름뇌 쪽에 있는 신경관 뒷부분은 척수가 된다. 발생이 계속되면 대뇌의 성장이 급속도로 빨라져 뇌간을 뒤덮는다. 발생 후 6주 정도 되면 중추신경계는 대뇌, 간뇌, 중뇌, 소뇌, 교뇌, 연수, 척수의 뇌의 7개 주 부분을 형성하게 된다. 또한 중심 체강은 속이 빈 뇌실로 확장하기 시작하여 2개의 가쪽뇌실과 2개의 하향뇌실로 발달하게 된다. 신경관의 중앙강은 척수의 중심관으로 발달한다.
대뇌는 11주 정도에 다른 부분에 비해 현저하게 확장되며, 출생시에는 뇌에서 가장 크고 분명한 구조를 이루어 간뇌, 중뇌, 교뇌를 둘러싸게된다.
이후 청소년 시기에도 뇌의 전두엽 부분이 발달하게 된다. 전두엽 부분의 뉴런들이 수초화가 이루어지고, 네트워크가 형성되면서 일어나게 된다.

## 해부학적 구조
뇌는 크게 대뇌, 소뇌, 뇌간의 3부분으로 구분되며 다시 뇌간은 간뇌, 중뇌, 교뇌, 연수의 4부분으로 구분된다.

### 대뇌

대뇌피질 모식도. 청색부분이 전두엽, 황색부분이 두정엽, 녹색부분이 측두엽, 적색부분이 후두엽을 나타낸다.

대뇌는 감각과 수의 운동의 중추일 뿐만 아니라 기억이나 판단 등 정신활동의 중추이다. 대뇌는 뇌량으로 연결된 2개의 대뇌반구로 이루어져 있으며 뇌량에 의한 연결은 두 대뇌 반구의 신호전달과 상호작용에 중요한 역할을 한다.
대뇌의 바깥층은 뉴런의 신경세포체가 모여 회색을 띠고있어 회백질이라 불리고 안쪽 층은 신경섬유가 모여 있고 흰색을 띠고 있어 백질이라 불린다.
회백질은 대뇌피질, 기저핵, 변연계를 포함하고 있다. 기저핵은 운동기능의 조절과 관련이 있고 변연계는 대뇌에서 가장 원시적인 부분으로 공포와 같은 감정반응을 담당하며 편도체, 띠이랑, 해마 등을 포함한다. 대뇌피질은 위치에 따라 전두엽, 두정엽, 측두엽, 후두엽의 네 개의 엽으로 구성되어 있다.

#### 전두엽
전두엽은 대뇌반구의 전방에 있는 부분으로 전전두엽 관련 영역에서 기억력·사고력 등의 고등행동을 관장하며 다른 연합영역으로부터의 정보를 조정하고 행동을 조절한다.

#### 두정엽
두정엽은 마루엽이라고도 하며 중심고랑과 두정후두고랑 사이, 바깥쪽 틈새 상부에 있어 기관에 운동명령을 내리는 운동중추가 있다. 체감각 피질과 감각연합영역이 있어 촉각, 압각, 통증 등의 체감각의 처리에 관여하며 피부, 근골격계, 내장, 미뢰로부터의 감각신호를 담당한다.

#### 측두엽
측두엽은 대뇌반구의 양쪽 가에 있는 부분으로 청각연합영역과 청각피질이 있어 청각정보의 처리를 담당한다. 이외에도 일차시각피질에서 유래한 정보가 도달해 색, 모양등이 인지되며, 얼굴에 특이적으로 인식하는 세포가 존재한다. 내측두엽 부분은 해마와 함께 기억형성에 주요한 역할을 수행한다.

#### 후두엽
후두엽은 뒤통수엽이라고도 하며 바깥쪽 표면에서 두정후두고랑 위쪽 끝부분과 후두전 패임을 잇는 가상적인 선의 뒤쪽 부분이고, 안쪽 표면에서는 두정후두고랑의 뒤쪽 부분이다. 시각연합영역과 시각피질이라고 하는 시각중추가 있어 시각정보의 처리를 담당한다. 눈으로 들어온 시각정보가 시각피질에 도착하면 사물의 위치, 모양, 운동 상태를 분석한다. 여기에 장애가 생기면 눈의 다른 부위에 이상이 없더라도 볼 수 없게 된다.

#### 해마
해마는 장기기억 전환에 중요한 역할을 수행하는 기관이다. 또한 대뇌 피질에 저장되어 있는 기억들의 인출을 담당하며
해마 앞에 있는 편도체는 감정적 기억형성에 주된 역할을 수행한다. 해마와 함께 주변에 있는 비피질 영역들은 해마와 함께 기억형성을 담당한다. 또한 해마는 파페츠 회로라고 알려진 기억회로의 일부를 담당하고 있다.

### 소뇌

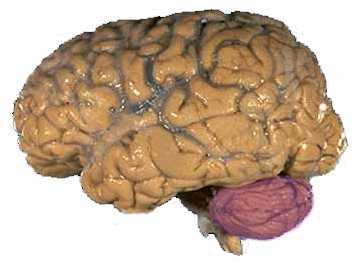
뇌. 소뇌는 자주색으로 돼 있다.

소뇌는 감각 인지의 통합과 운동근육의 조정과 제어에서 중요한 역할을 담당하는 뇌의 부분으로 교뇌 등쪽의 제4뇌실에 들씌워지듯이 존재하는 큰 구조이며, 가로 10cm, 세로 5cm, 높이 3cm, 무게는 약 150g 정도이다.
소뇌의 주된 작용은 골격근의 활동 조절을 하는 것이다. 어떤 운동을 할지, 그러기 위해서는 몇 가지 근육을 어떻게 사용해야 하는지에 대한 계획은 대뇌 피질의 전두엽에서 세워지는데, 실제로 운동이 시작되고 나서 그 계획대로 여러 활동이 실현되도록 피드백 기구로 관여하는 것은 소뇌이다.
소뇌로 들어갈 감각정보는 몸의 주변부에 있는 체성 수용체와 내이 안에 위치한 반고리관과 전정기관으로부터 보내진다. 또한 소뇌는 대뇌 피질의 뉴런으로부터 오는 운동정보를 받아 움직임을 조절하게 된다.
소뇌는 근육운동, 평형감각 조절을 한다. 만약에 소뇌가 없다면 땅에 있는 물건을 잡으려고 할 때 손이 엉뚱한 방향으로 가더라도 조절할 수 없고, 다리에 힘이 없어져서 서있지도 못한다.

### 뇌간
뇌와 척수를 이어주는 역할을 한다. 다양한 운동과 감각정보를 매개하는 신경핵들이 집중되어 있다. 특히 뇌간의 연수는 안구 운동, 심장박동, 호흡 등 매우 기본적인 생명활동의 중추라고 볼 수 있는 부분이다. 또한 뇌간의 중뇌에는 신경전달물질을 분비 및 조절하는 신경세포들이 모여있다.

#### 간뇌
간뇌는 항상성의 중추로 뇌줄기와 대뇌 사이에 존재한다. 간뇌는 시상, 시상하부와 뇌하수체와 송과샘을 포함하는 내분비조직으로 나뉜다.
신경세포들이 모여있는 장소다.

##### 시상
시상은 간뇌의 대부분을 차지하고 있으며 감각정보와 운동정보를 처리하여 대뇌로 보내는 기능을 한다.

##### 시상하부
시상하부는 시상 밑에 위치하여 항상성 유지를 위한 중추로 작용한다. 시상하부는 내분비계와 자율신경계의 기능을 조절하며 망상계를 통해 다양한 감각수용기를 포함한 여러 부위로부터 정보를 받아 시상으로 보낸다. 대표적인 기능으로는 체온 유지, 삼투압 유지, 음식 섭취 조절, 생식기능 조절등이 있다.

##### 뇌하수체
뇌하수체는 뇌하수체전엽과 뇌하수체후엽으로 이루어져 있다. 뇌하수체 후엽은 시상하부핵에서 합성된 신경호르몬을 분비하는 역할을 하며 뇌하수체 전엽은 뇌하수체 전엽 호르몬을 분비하여 다른 기관에서의 호르몬 분비를 조절한다. 뇌하수체 전엽 호르몬의 조절은 시상하부의 신경호르몬에 의해 조절된다.

##### 송과샘
송과샘은 간뇌 뒤쪽에 위치해 있으며 멜라토닌을 분비하는 작은 기관이다.
멜라토닌은 일주기 리듬 조절에 관여하는 물질이다.

#### 중뇌
중뇌는 뇌줄기 아래쪽 부위와 간뇌 사이의 비교적 작은 지역으로 주로 안구 운동, 홍채 조절의 역할을 한다. 중뇌는 상구와 하구로 나눌 수 있는데 각각의 기능은 차이를 보인다. 상구는 주로 시각에 관여하는 부분이다. 조류에서는 이 상구 부분이 시각의 주된 처리를 담당하지만 인간 같은 포유류에서는 단지 시각의 반사 작용에만 관계할 뿐이다. 눈에 빛이 들어왔을 때 동공을 수축하거나, 수정체의 두께를 조절하여 초점을 맞추는 작용 등이 여기에 관계한다. 하구는 주로 청각에 관여하여, 귀에서 들어온 신호는 여기를 한 번 거쳐 대뇌로 향하게 된다. 대뇌각, 흑질, 적핵 등의 구조는 소뇌와 함께 운동에 관련된 신호를 대뇌에서 척수로 전달하는 역할을 맡고 있다.

#### 교뇌
교뇌는 중뇌와 연수 사이 뇌줄기에 존재하며 앞쪽으로 돌출되어있다. 교뇌의 주요 작용은 소뇌와 대뇌 사이의 정보전달을 중계하는 것이며 연수와 함께 호흡 조절의 역할을 하기도 한다.

#### 숨뇌(연수)
숨뇌(연수)는 뇌간에서는 가장 아래이며 전체 뇌의 구조에 있어서도 가장 아래에 있다. 척수와 곧바로 연결되어 있으며 호흡이나 혈액 순환을 조절한다. 연수에서 나가는 신경은 뇌 전체에서 나가는 뇌신경 12쌍 중 8쌍에 달하며 이들은 동물의 생존을 유지하는 데 중요한 역할을 한다.

## 주변 조직

뇌와 두개골

### 뇌막과두개골
뇌와 척수 표면에는 연막이라는 엷은 막이 밀착되어 있다. 그 바깥쪽에는 약간 떨어져 거미막이라는 엷은 막이 있으며, 그리고 그 바깥쪽을 튼튼한 결합 조직성 경막이 에워싸고 있다. 연막과 거미막 사이에는 뇌척수액이 있다. 이와 같이 뇌와 척수는 세 겹의 막으로 둘러싸여 뼈 용기에 담겨 있다.
뇌의 용기는 뇌 두개라고 하며, 부드러운 뇌의 모양에 맞추어 단단한 뼈 모양이 만들어진다. 뇌두개 안쪽의 골막은 일부를 제외하고는 경막과 유착하여 하나로 보인다. 경막이 뇌의 홈에 들어가는 부분은 삼각형의 공간을 만들어 이곳에 정맥피가 흐른다. 이를 경막 정맥동이라고 하며, 모이면 내경 정맥이 되어 두개 밖으로 나와 심장으로 돌아간다.
뇌두개는 8개의 뼈로 되어 있다. 전두골·2개의 두정골·2개의 측두골·후두골·첩형골·사골이다. 이들 뼈 사이는 신생아 때는 상당히 떨어져 있으나 성장하면 접근한다. 그러나 완전히 유착하는 것이 아니라 중간에 결합 조직이 남아 있어 봉합이라고 한다. 성인이 된 이후 나이가 들어감에 따라 유착이 진행되고 나서 봉합이 어느 정도 골화되어 있는지를 보고 나이를 추정할 수 있다.

### 혈관
뇌로 혈액을 보내는 혈관은 두 개이다. 하나는 내경동맥, 또 하나는 추골동맥인데, 두개 속에 들어가면 뇌 밑부분에서 합류하여 대동맥륜을 형성한다. 이곳에서 대뇌로 가는 3개의 동맥, 소뇌·교뇌로 가는 동맥 등이 나온다. 이들 동맥은 거미막 아래나 연막 속에서 가지가 가늘게 갈라져 뇌 속에 들어간다. 뇌에 들어간 가지는 종동맥이 되어 다른 가지와 연락이 안되기 때문에 이 혈관이 절단되면 이 가지가 분포하는 구역에는 어디에서도 혈액이 공급되지 못해 조직은 사멸한다.
뇌로부터의 정맥은 경막 정맥동에 모여 내경동맥을 통해 심장으로 돌아간다.
뇌의 조직은 산소 결핍에 대해 저항력이 약하여 산소가 공급되지 않으면 몇 분내에 의식 불명이 되며, 시간이 지날수록 회복이 어려워진다.

### 뇌혈관장벽
뇌에는 뇌척수액과 혈액사이에서 높은 선택적 투과성을 갖고 있어 혈액 내의 신경전달물질의 조절이나 독소로부터의 뇌 보호등 기능적 장벽의 역할을 하는 뇌혈관장벽이 존재한다. 뇌모세혈관의 내피세포는 성상교세포의 발돌기로부터 분비되는 물질에 의해 밀착연접을 형성하여 세포간 용질의 이동을 방해하여 고분자와 친수성 물질의 통과를 막는다. 이로 인해 수용성분자가 뇌혈관장벽을 통과하기 위해서는 특별한 채널이나 운반체단백질을 필요로 한다.

### 뇌신경
뇌신경은 뇌로부터 나와서 뇌와 가슴 부분의 근육이나 감각 기관을 직접 연결시켜주는 말초신경으로 12쌍이 존재한다. 이들은 앞쪽에서부터 제1뇌신경부터 제12뇌신경이 배열되어있으며 그 기능에 따라 고유이름을 가지고 있다.
| 번호 | 이름     | 유형   | 기원 | 기능 |
| 1번  | 후신경   | 감각성 |      | 코로부터의 냄새정보                                                                                     |
| 2번  | 시신경   | 감각성 |      | 눈으로부터의 시각정보                                                                                   |
| 3번  | 동안신경 | 운동성 | 중뇌 | 눈의 움직임, 동공 수축, 수정체 모양                                                                     |
| 4번  | 활차신경 | 운동성 | 중뇌 | 눈의 움직임                                                                                             |
| 5번  | 삼차신경 | 혼합성 | 교뇌 | 얼굴과 입으로부터의 감각정보, 씹는 운동을 위한 운동신호                                                 |
| 6번  | 외전신경 | 운동성 | 교뇌 | 눈의 움직임                                                                                             |
| 7번  | 안면신경 | 혼합성 | 교뇌 | 미각 눈물샘과 침샘, 얼굴 표정을 위한 원심성 신경신호                                                    |
| 8번  | 청신경   | 감각성 |      | 청각과 평형감각                                                                                         |
| 9번  | 설인신경 | 혼합성 | 연수 | 구강 내 감각, 혈관 내의 압력수용체와 화학수용체로부터의 감각 삼키기, 귀 밑 침샘 분비를 위한 원심성 신경 |
| 10번 | 미주신경 | 혼합성 | 연수 | 많은 내장기관, 근육, 샘의 감각과 원심성 신경                                                            |
| 11번 | 부신경   | 운동성 |      | 입속의 근육, 목과 어깨의 일부 근육 부분                                                                 |
| 12번 | 설하신경 | 운동성 | 연수 | 혀 근육                                                                                                 |

## 대사
중추신경계는 타 기관과는 차별화된 대사를 갖고 있다. 뇌는 뉴런에서의 이온교환과 신경전달물질의 수송을 위해 필요한 아데노신 삼인산을 만들기 위해서 포도당과 산소를 필요로 한다. 산소와 포도당 중 하나라도 부족해질 경우 뇌에 치명적인 손상이 가해질 수 있다. 뇌는 신체의 소비 산소량중 약20% 가까이를 소비하는 중요 장기이다.
뇌의 뇌혈관장벽은 산소를 자유롭게 통과시키지만 뇌는 산소를 매우 많이 필요로 하기 때문에 심장으로부터 압출되는 혈액의 15%정도를 요구한다. 이에 반해 뉴런에서 사용할 수 있는 에너지원으로는 포도당이 결핍된 상황에서 사용하는 지방대사산물인 케톤체를 제외하고는 포도당이 유일하기 때문에 뉴런은 포도당 결핍에도 매우 민감하다. 또한 포도당은 뉴런이 직접적으로 뇌혈관으로부터 공급받을수도 있으나 별아교세포(Astrocyte)로 불리는 뇌혈관장벽에 위치하는 특회된 세포와의 커플링(coupling)를 통해 세포막 수송체를 필요로 하기도 한다.

## 기능

### 감정
감정은 사람이 오감이 아닌 다른 방식으로 느끼는 것으로 정의될 수 있으며 분노, 기쁨, 행복, 두려움, 슬픔 등이 있다. 실험적으로 편도체에 자극이 가해질 경우 두려움의 느낌을 가지게 된다고 보고되어 있으며, 편도체가 파괴된 동물의 경우 유순해지고 성욕이 생기는 현상이 나타난다. 이 때문에 인간의 뇌에서의 감정의 중추는 대뇌 변연계로 알려져 있다.
대뇌피질로 들어오는 감각 자극이 뇌에서 구성되어 인간은 지각과 인식을 하게 되는데, 이때 정보가 연합영역에서 통합된 후 변연계로 전달된다. 변연계에서 피질로의 피드백 작용을 통해 감정을 인식하게 되는것으로 보인다.

### 학습
학습은 기억과 함께 인지 기능에서 매우 중요한 역할을 하며 연습이나 경험의 결과로 생기는 비교적 지속적인 유기체의 행동변화로 정의할 수 있다. 생명체 내에서의 학습에대한 메커니즘은 완벽히 알려지지 않았지만 뉴런간의 네트워크가 조합과 조화를 반복하며 지식을 획득하고 체계화 시킨다고 한다. 이에대한 방법으로는 세가지가 있다고 한다.
첫째는 인간이 태어나면서부터 타고나는, 유전적으로 결정되어 있는 선천적인 지식의 획득 방법으로 개체존속과 발달에 필요한 정보, 환경에 대한 본능적 반응 능력이 이에 속한다.
둘째는 뇌가 감각기관을 통해 환경을 경험하며 만들어가는 방법으로 출생 후부터 사춘기까지 출생 시 가지고 태어나는 미성숙한 뇌의 활발한 변화를 통해 신경네트워크가 변하는 것이다. 이때 자주 사용하는 신경세포들은 신경회로의 결합이 활발하게 일어나는 반면 자주 사용하지 않는 신경세포는 점차 그 회로 결합이 적어지게 된다.
사춘기 이후에는 신경회로의 변화가 크게 일어나지 않게되는데 이 때문에 이때 감각기관을 통해 들어온 정보를 변환하는 메커니즘을 익히지 못한 경우 성인이 된 후에는 해당 감각기관을 사용하지 못하게 되기도 한다. 예를 들어 어릴적 시력을 상실하였다가 성인이 된 후 시력이 회복되어 눈과 뇌의 기능이 정상적이라 해도 이 사람은 평생을 시각장애인으로 살아가야 한다.
세 번째는 뇌 발달이 끝난 성인에게서 나타나는 학습 방법인데, 이 시기에는 새로운 신경세포 결합이 거의 일어나지 않아 신경 회로의 생성이나 소멸을 거쳐 학습이 이루어지지 않는다. 그 대신 기존에 존재하는 세포결합이 더 발달하는 형태로 학습이 일어나게 되어 지식이 더 정교하게 변화되어간다.
학습은 크게 연합학습과 비연합학습으로 나눌 수 있다.

#### 연합학습
연합학습의 대표적인 예로는 고전적 조건화가 있는데, 고전적 조건화란 행동주의 심리학의 이론으로, 특정 반응을 이끌어내지 못하던 자극이 그 반응을 무조건적으로 이끌어내는 자극과 반복적으로 연합되면서 그 반응을 유발하게끔 하는 과정을 말한다. 우리에겐 이반 파블로프의 개 실험으로 잘 알려져 있다.

#### 비연합학습
비연합학습은 한 자극에 반복적으로 노출될 때 일어나는 행동의 변화를 말한다. 대표적인 예로는 습관화와 민감화가 있는데, 습관화란 동물이 계속되는 부적절한 자극에 감소된 반응을 보이는 것이다. 예를 들어 갑자기 큰 소음이 나면 소리에 반응하지만 소음이 반복적으로 계속된다면 뇌가 그것을 무시하게 된다. 이에 반대되는 작용인 민감화는 유해한 자극에 계속적으로 노출 될 경우 반응이 촉진되는 경우이다. 습관화와 민감화의 두 행동형태가 모두 존재함으로써 개체가 살아남을 기회가 증가한다고 볼 수 있다.

### 기억

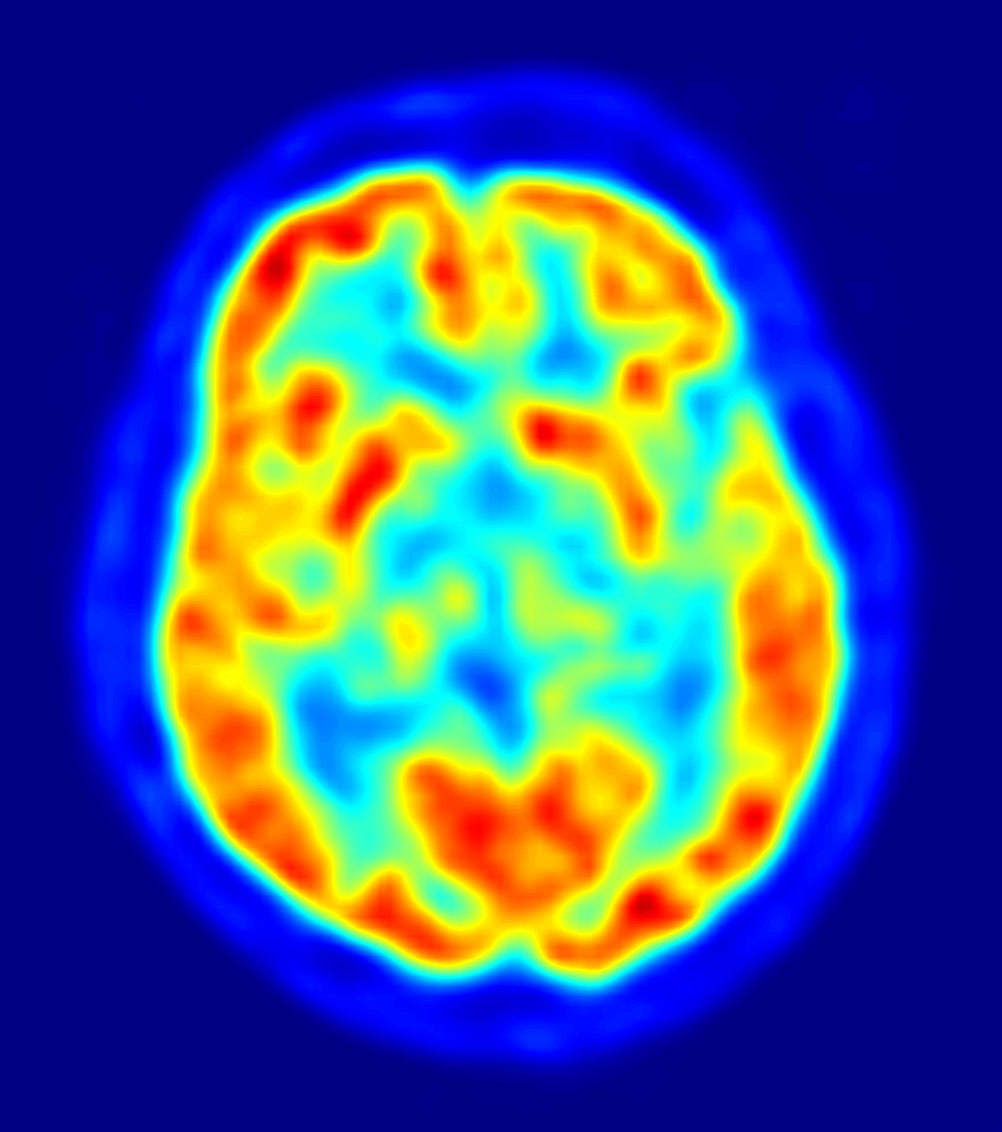
양전자방출단층촬영술(PET)을 이용하여 촬영한 뇌

자기공명영상(MRI)를 이용하여 촬영한 뇌

기억은 정보를 간직하고 다시 생각해낼 수 있는 능력으로 단기기억과 장기기억, 반사성, 서술성 등이 있다. 자기공명영상(MRI)과 양전자방출단층촬영술(PET)을 통해 연구한 결과 서로 다른 종류의 기억에 대한 처리 과정은 다른 경로에 의해 일어나는 것으로 보인다.
기억은 기억자취로 알려진 대뇌 피질 상의 경로에 저장된다. 예를 들어 그림과 같은 정보는 시각피질에 저장이 되고, 음악과 같은 정보는 청각 피질에 저장이 되는 것이다. 이런 정보의 조직화는 저장되어있는 정보를 떠올리기 용이하게 한다. 또한 특정 작업을 학습하거나 상기시키는 작용에는 뇌에서 병행하여 작용하는 다양한 회로를 포함한다. 이러한 병행처리는 회로의 손상에 대비하여 백업을 준비하거나 특정 기억을 보편화시키는 방법의 하나로 생각된다.
습득된 정보의 저장은 두 단계를 거쳐 저장된다. 새로 습득한 정보는 단기기억에 저장되어 몇 초에서 몇 시간 유지되며 이를 복습을 통해 공고화 시키면 장기기억에 저장되어 며칠에서 수 년간 저장된다. 단기기억에 저장된 정보는 곧 잊혀지는 게 대부분이지만 장기기억은 기억의 망각이 상대적으로 덜 일어나며 대개 일시적으로 기억나지 않는 데 그친다. 또한 단기기억은 매우 제한된 용량을 가져 모든 척추동물은 7~10개의 단기기억밖에 갖지 못한다고 한다.
장기기억은 단기기억보다 용량이 훨씬 커 정보가 처리되고 코드화된 상태로 저장되는 것으로 보인다. 최근 발전한 개념에 작업기억이라는 것이 있는데 이는 현재의 감각정보를 관련된 과거의 저장된 지식과 비교하고 조작한 후 이에 근거하여 미래의 행동을 계획할 수 있게 해준다.

## 인지

### 언어

브로카 영역과 베르니케 영역

뇌에서의 언어 인지는 베르니케 영역에 해당하는 후부 언어영역과 브로카 영역에 해당하는 전부 언어영역에서 일어난다. 전두엽 운동피질 부근에 존재하는 브로카영역에서는 언어정보의 통합과 처리 후 운동피질의 정보 출력이 일어나기 때문에 말하기와 쓰기를 담당한다.
측두엽에 존재하는 베르니케영역은 언어정보의 입력을 담당한다. 따라서 시각피질 또는 청각피질로부터 입력된 언어 정보는 베르니케영역을 거쳐 브로카영역에서 처리되며 그 이후 운동기관을 통해 말하기와 쓰기로서 출력된다.
일반적으로 좌반구가 언어기능을 담당하고 있다고 생각하지만, 실제로는 오른손잡이의 97%가 이에 해당된다. 왼손잡이의 19%는 우반구에 언어영역이 존재하고 68%는 언어영역이 우반구와 좌반구에 모두 존재한다. 또한 양손잡이와 왼손잡이의 70%가 언어활동을 위해 좌반구도 사용하는 것으로 알려져있다.

## 커넥톰
커넥톰은 뉴런이 어느 뉴런과 연결되는지, 그 모양과 패턴은 어떠한지를 파악해 전체 뉴런들의 연결망(네트워크)을 그린 것이다. 2006년 처음 개념이 제기 되었으며, 관련 학문으로는 커넥토믹(Connectomic)이 있다.
1986년 최초로 완전한 커넥톰을 밝혀냈으며, 예쁜꼬마선충이라는 생명체의 302개 뉴런과 7000개의 네트워크를 분석한 것이었다.

## 질병

### 우울증
우울증은 대한민국에서 매년 320만명정도 발병하며 미국 인구의 거의 10%가 걸릴 정도로 흔한 정신 질환으로 뇌의 여러 다른 부위에서의 비정상적인 신경전달물질의 방출과 수용이 그 원인인 것으로 보인다. 대표적으로 도파민과 세로토닌, 노르에피네프린 등의 신경전달물질이 이상을 보일 때 발생한다.
우울한 기분이 들어 수면, 식욕, 흥미의 저하와 불안, 자살 생각, 무기력감 등의 증상과 함께 나타난다. 우울증이 걸릴시 체중의 변화가 심각한 정도이며, 매우 둔하고 느려진다. 또한 자신에 대한 무가치감, 부적절한 죄책감이 동반되며 집중력과 기억력이 떨어진다. 만성적으로 피곤하며 잠을 못자는 경우가 많고 잠이 많아져 자더라도 개운하지 않다. 감정과 생각, 욕구와 더불어 신체 증상도 나타나는데 두통, 소화불량, 목과 어깨 결림, 가슴이 답답함 등이 나타난다. 심한 우울증의 경우 망상이나 환각이 나타나기도 한다.
우울증은 치료기간에 따라 다르지만 거의 80% ~ 90%가 완치되는 질환이며, 치료는 약물치료와 정신치료를 함께 해야한다. 약물 치료에 사용되는 항우울제 약물로는 삼환계 항우울제, MAOI 억제제, 세로토닌-노르에피네프린 재흡수 억제제, 선택적 세로토닌 재흡수 억제제 등을 들 수 있다. 세로토닌-노르에피레프린 재흡수 억제제는 노르에피네프린과 세로토닌이 시냅스 전 뉴런으로 재흡수 되는것을 억제하여 신경전달물질의 활성 수명을 연장하도록 한다. 세로토닌 재흡수 억제제는 시냅스로부터 세로토닌을 제거하는 것을 억제해 시냅스후 뉴런에서 세로토닌 관련 활성이 증가하여 항우울작용을 한다.
정신치료의 경우는 인지 체계 교정을 위한 인지치료, 대인관계의 기술을 위한 대인치료, 어린시절의 갈등을 이해하고 분석하는 정신역동치료 등이 있으며 집단치료, 가족치료도 행해진다.

### 치매
치매는 다양한 원인에 의해 뇌신경이 파괴됨으로써 기억력장애, 언어능력 장애, 변뇨실금, 편집증적 사고, 실어증과 같은 정신기능의 전반적인 장애가 나타나는 질환으로, 진행되는 과정에서 우울증이나 인격장애, 공격성 등의 정신의학적 증세가 동반되기도 한다. 의학계에서는 노화와 유전에 의한 원인성에 주목하고 있지만, 아직 정확한 발병원인과 치료법은 규명되지 않은 상태이다.

### 미나마타병
미나마타병은 수은중독으로 인해 발생하는 다양한 신경학적 증상과 징후를 특징으로 하는 증후군이다. 1956년 일본의 구마모토현 미나마타시에서 메틸수은이 포함된 조개 및 어류를 먹은 주민들에게서 집단적으로 발생하면서 사회적으로 큰 문제가 되었다. 문제가 되었던 메틸수은은 인근의 화학 공장에서 바다에 방류한 것으로 밝혀졌고, 2001년까지 공식적으로 2265명의 환자가 확인되었다. 1965년에는 니가타현에서도 대규모 수은중독이 확인되었다.

### 뇌졸중
뇌졸중은 뇌혈류 이상으로 인해 갑작스레 유발된 국소적인 신경학적 결손 증상을 통칭하는 말이다. 예로는 뇌출혈과 뇌경색이 있다.

## 같이 보기
- 중추신경계
- 척수
- 대뇌반구
- 소뇌
- 브로카영역
- 베르니케영역
- 인간의 뇌

## 참고
1. ↑  Yuste, Rafael; Church, George M. (March 2014). “The new century of the brain” (PDF). 《Scientific American》 310 (3): 38–45. Bibcode:2014SciAm.310c..38Y. doi:10.1038/scientificamerican0314-38. ISSN 0036-8733. PMID 24660326. 2014년 7월 14일에 원본 문서 (PDF)에서 보존된 문서.
2. ↑  Carl Sagan, 《The Dragons of Eden: Speculations on the Evolution of Human Intelligence》
3. ↑  Steven Oppenheimer, 《Out of Eden: The Peopling of the World》(London: Constable, 2003) 11쪽
4. ↑  피터 왓슨, 《생각의 역사1》(들녘, 2009) 50쪽 ISBN 978-89-7527-836-5
5. 1 2 3 4  Silverthorn, Dee Unglaub, Ph.D., Ober, William C., Garrison, Claire W., Silverthorn, Andrew C., M.D. , 《Human Physiology》, Addison-Wesley, 2008. 03. 01
6. ↑  Singer, 2002
7. ↑  Sherwood, 《Animal Physiology : from Genes to Organisms》, Thomson, 2002.11.30